# Großsteingrab Baabe
Das Großsteingrab Baabe, auch Spukbusch genannt, ist ein zerstörtes Großsteingrab bei Baabe auf der Insel Rügen, Landkreis Vorpommern-Rügen, Mecklenburg-Vorpommern.

## Lage
Das Grab befindet sich 90 m westlich des Bahnhofs von Baabe am Rand einer bewaldeten natürlichen Geländekuppe, die an eine Niederung östlich des Selliner Sees grenzt. 150 m nördlich des Grabes liegt der Mönchgraben. Das Grab zeichnet sich heute lediglich noch als flacher Hügel ab. Unmittelbar nördlich befindet sich ein weiterer Grabhügel.

## Forschungsgeschichte
Das Grab wurde erstmals 1829 durch Friedrich von Hagenow auf seiner Special Charte der Insel Rügen verzeichnet. 1893 führte Max Weigel hier eine Ausgrabung durch. Im Jahr 2000 wurde es zwecks Neuaufnahme in die Liste der Bodendenkmale von Mecklenburg-Vorpommern neu eingemessen und als erweiterter Dolmen klassifiziert. 2011 erfolgte im Rahmen eines Schwerpunktprogramms der Deutschen Forschungsgemeinschaft eine Nachgrabung unter Leitung von Anja Behrens und Sabrina Reichler.

## Beschreibung
Die Anlage besitzt ein Langbett mit einer Länge von etwa 15 m und einer Breite von etwa 4 m. Reste der Hügelschüttung konnten bei der Grabung von 2011 noch ausgemacht werden. Ebenso wurde die Standgrube eines Umfassungssteins entdeckt. Seine Fundamentierung und Verkeilung aus kleineren Feldsteinen waren zum Teil noch in situ erhalten, der Umfassungsstein selbst aber vollständig entfernt. Die Grabkammer wurde 1893 von Weigel untersucht. Sie hatte eine Tiefe von 1,5 m und eine Fläche von 4 m². Weigel konnte noch mehrere Wandsteine und einen Deckstein ausmachen, die aber später vollständig entfernt wurden. Zudem war bei seiner Untersuchung noch ein Kammerpflaster aus kleinen Steinen vorhanden.

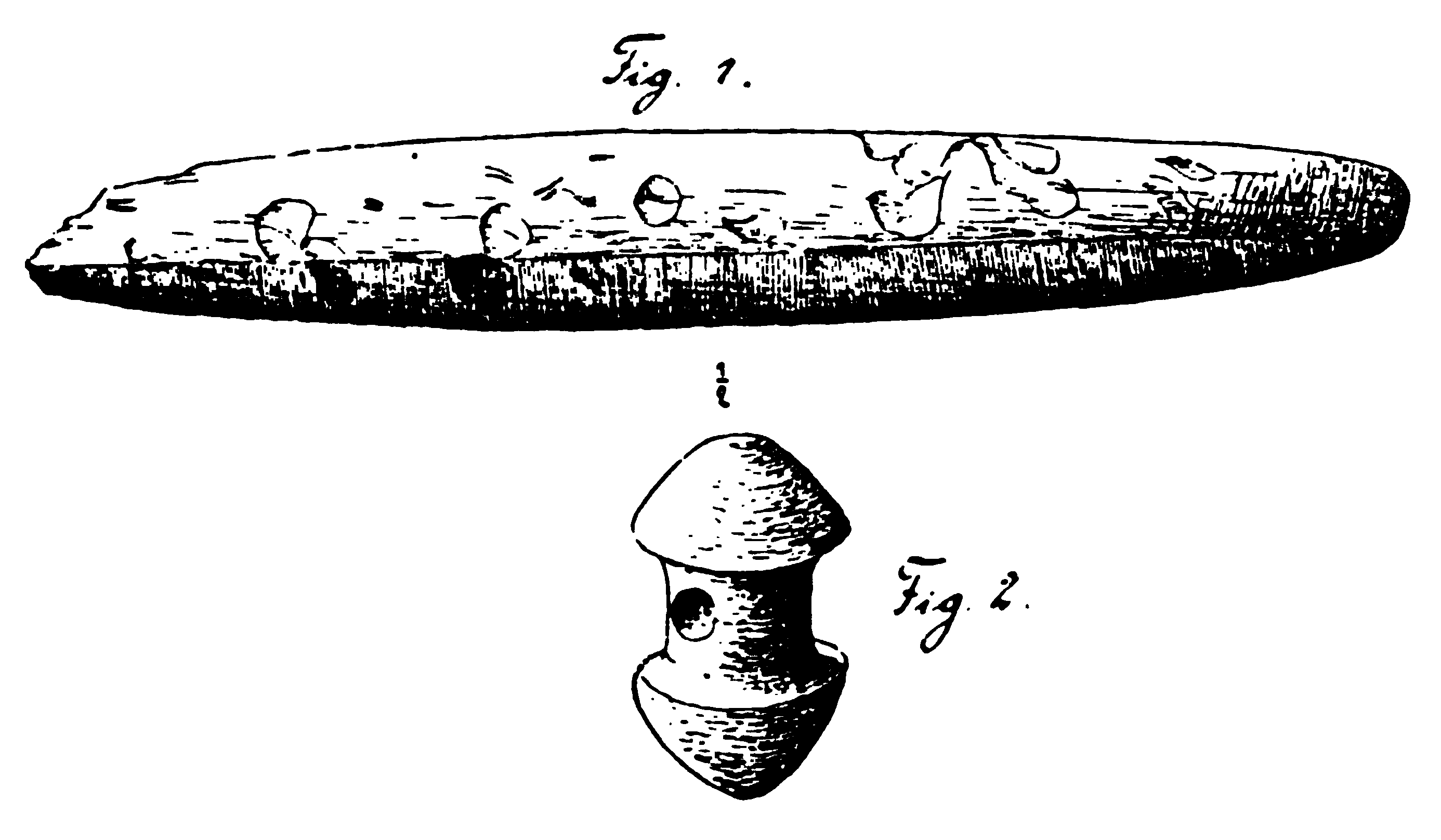
Funde aus dem Großsteingrab Baabe nach Weigel; oben: ein Schmalmeißel aus Feuerstein, unten: eine Bernsteinperle

Aus der Grabkammer wurden drei große und 15 kleinere Gefäße, zwei Doppelknopf-Bernsteinperlen sowie zahlreiche Feuerstein- und Feldsteingeräte geborgen. Bei letzteren handelt es sich um einen Schmalmeißel, fünf Beile, das Bruchstück eines weiteren Feuerstein-Beils, das Bruchstück eines Hammers aus Diorit, eine Speerspitze aus Feuerstein sowie einige Dutzend Feuerstein-Messer. Der Meißel hat eine Länge von 22,8 cm, die Beile haben Längen zwischen 15,4 cm und 23,4 cm.
Bei der GPS-Einmessung im Jahr 2000 wurden Silexabschläge und gebrannte Flinte festgestellt.
Eine 2011 entdeckte Kulturschicht belegt zudem eine Nachnutzung des Grabes als Werkplatz. Hier konnten insgesamt 374 Silexabschläge, acht Kerne, 18 Klingen und zwei Schaber geborgen werden. Hinzu kamen zwei eisenzeitliche Keramikscherben.
Eine archäobotanische Untersuchung von verkohlten Pflanzenresten ergab eine hohe Anzahl von Halmen und Stängeln sowie einige Unkräuter, eine Kiefernnadel, die Zapfenschuppe einer Schwarzerle, die Schale einer Haselnuss und Mäusekot. Die Aussagekraft dieser Funde ist durch ihre geringe Menge zwar begrenzt, es sind aber zumindest menschliche Aktivitäten mit Feuer während der Errichtung oder Nachnutzung des Grabes belegt. Offenbar wurde hierbei die Grasvegetation abgebrannt, worauf die hohe Anzahl von Halmen und Stängeln hindeutet. Auffällig ist das völlige Fehlen von Kulturpflanzen.